# NGC 5237
NGC 5237 este o interacțiune de galaxii situată în constelația Centaurul. A fost descoperită în 3 iunie 1834 de către John Herschel. Se află la o distanță de 3,33 megaparseci de Pământ.